# South Plainfield (New Jersey)
South Plainfield – miejscowość  w hrabstwie Middlesex w stanie New Jersey w USA.
- Liczba ludności (2010) - ok. 23 385 tys.
- Powierzchnia – 21,7 km², z czego 21,6 km²   to powierzchnia lądowa, a 0,1 km²  wodna
- Położenie - 40°34'51" N  i 74°24'50" W